# Charaxes overlaeti
Charaxes overlaeti är en fjärilsart som beskrevs av Henri Schouteden 1934. Charaxes overlaeti ingår i släktet Charaxes och familjen praktfjärilar. Inga underarter finns listade i Catalogue of Life.